# Heinrich Böll
Heinrich Theodor Böll wymowaⓘ (ur. 21 grudnia 1917 w Kolonii, zm. 16 lipca 1985 w Langenbroich) – niemiecki pisarz, członek Niemieckiego Centrum PEN, w latach 1971–1974 przewodniczący międzynarodowego PEN Clubu,
laureat Nagrody Nobla w dziedzinie literatury (1972).

## Życiorys
Był ósmym dzieckiem Viktora Bölla i Marii Herrmann. W latach 1924–1928 chodził do szkoły katolickiej w Kolonii, później do państwowego, humanistycznego gimnazjum im. Cesarza Wilhelma w Kolonii, gdzie zdał maturę. Po maturze pracował jako praktykant w księgarni. W 1938 rozpoczął studia filologii klasycznej, a po pierwszym semestrze został powołany do wojska. Walczył w szeregach Wehrmachtu na wielu frontach i wiele razy był ranny. W latach 1939–1940 służył w Bydgoszczy, zamieszkiwał przy ul. Dworcowej. W marcu 1942 podczas urlopu ożenił się z miłością z lat młodzieńczych Annemarie Chech. Od kwietnia do września 1945 przebywał w niewoli amerykańskiej. Zadebiutował w 1947 opowiadaniami i drobnymi tekstami. W 1951 otrzymał nagrodę Grupy 47, której potem został członkiem. W latach 1971–1974 był przewodniczącym międzynarodowego Pen Clubu.
Otrzymał Nagrodę Nobla w dziedzinie literatury za rok 1972.
Heinricha Bölla łączyła przyjaźń z rosyjskim pisarzem Aleksandrem Sołżenicynem. W 1974 r., po deportacji ze Związku Sowieckiego, Sołżenicyn zatrzymał się w domu Bölla w Langenbroich na przedmieściach Düren niedaleko Akwizgranu. Wyrazem zaufania Sołżenicyna do Bölla może być powierzenie temu niemieckiemu pisarzowi przewiezienia na Zachód w 1972 r. jego testamentu.

## Dzieła
- 1948: Człowiek z nożami (Der Mann mit den Messern) tom opowiadań – pol. wyd. 1959.
- 1949: Pociąg przybył punktualnie (Der Zug war pünktlich) tom opowiadań
- 1950: Przechodniu, powiedz Spar... (Wanderer, kommst du nach Spa...)
- 1951: Gdzie byłeś Adamie? (Wo warst du, Adam?) powieść – pol. wyd. 1957.
- 1953: I nie poskarżył się ani słowem (Und sagte kein einziges Wort) powieść – pol. wyd. 1956.
- 1954: Nie strzeżone progi (Haus ohne Hüter) powieść – pol. wyd. 1957.
- 1955: Chleb najwcześniejszych lat (Das Brot der frühen Jahre) powieść – pol. wyd. 1957.
- 1957: Dziennik Irlandzki (Irisches Tagebuch) pol. wyd. 1975.
- 1958: O samym sobie (Über mich selbst)
- 1959: Bilard o wpół do dziesiątej (Billard um halbzehn) powieść – pol. wyd. 1961.
- 1961: List do młodego katolika (Brief an einen jungen ...)
- 1962: Kiedy wojna wybuchła. Kiedy wojna się skończyła (Als der Krieg ausbrach. Als der Krieg zu Ende war) opowiadania – pol. wyd. 1966.
- 1963: Zwierzenia klowna (Ansichten eines Clowns) powieść – pol. wyd. 1968.
- 1964: Opuszczenie oddziału (Entfernung von der Truppe) tom opowiadań – pol. wyd. 1970.
- 1966: Koniec podróży służbowej (Ende einer Dienstfahrt) powieść – pol. wyd. 1969.
- 1971: Portret grupowy z damą (Gruppenbild mit Dame ) powieść – pol. wyd. 1993.
- 1974: Utracona cześć Katarzyny Blum (Die verlorene Ehre der Katharina Blum) powieść – pol. wyd. 1976.
- 1977: Śmierć Lohengrina – zbiór opowiadań – ukazał się w 1977 roku.
- 1979: Opiekuńcze oblężenie (Fürsorgliche Belagerung ) powieść – pol. wyd. 1986.
- 1985: Kobiety na tle krajobrazu z rzeką (Frauen vor Flusslandschaft) powieść – pol. wyd. 1989.
- 1992: Anioł milczał (Der Engel schwieg) powieść – pol. wyd. 1997.

## Utwory dramatyczne
- Die Spurlosen – Nieuchwytni (1957) – słuchowisko
- Eine Stunde Aufenthalt – Odjazd za godzinę (1957) – słuchowisko
- Ein Schluck Erde – Łyk ziemi (1962) – dramat

## Upamiętnienie
Został patronem Fundacji jego imienia związanej z niemiecką partią Zielonych, wspierającej działania służące rozwojowi społeczeństwa obywatelskiego, równouprawnieniu kobiet oraz propagowaniu zrównoważonego rozwoju. Przedstawicielstwa Fundacji, której główna siedziba znajduje się w Niemczech, działają w 22 krajach, w tym także w Polsce.